# Contextualisme
El contextualisme és una teoria filosòfica que analitza el context en què es desenvolupa una acció per jutjar-la. Aplicada de forma estricta porta al relativisme, ja que el significat d'una expressió o conducta varia tant segons el context que acaba per no tenir un sentit propi en ella mateixa. Les crítiques cap a aquest corrent subratllen aquest relativisme o bé argumenten que tota teoria és en certa manera contextualista, ja que sempre s'han de tenir en compte les circumstàncies en què va sorgir una idea o un acte. En l'estètica, el contextualisme vol que una obra només es pot comprendre i fruir plenament si es coneix bé el context històric, social i geogràfic on va ser creada, i el concepte oposat és l'aïllacionisme que preconitza que es pot gaudir plenament en absolut, sense saber res del context.